# Olympische Sommerspiele 2020/Teilnehmer (Liberia)
| Gelbes Symbol für Goldmedaillen mit stilisierten Olympischen Ringen | Graues Symbol für Silbermedaillen mit stilisierten Olympischen Ringen | Braundes Symbol für Bronzemedaillen mit stilisierten Olympischen Ringen |
| ------------------------------------------------------------------- | --------------------------------------------------------------------- | ----------------------------------------------------------------------- |
| —                                                                   | —                                                                     | —                                                                       |

Liberia nahm an den Olympischen Spielen 2020 in Tokio mit drei Sportlern in der Leichtathletik teil. Es war die insgesamt 14. Teilnahme an Olympischen Sommerspielen.

## Teilnehmer nach Sportarten

### Leichtathletik
Laufen und Gehen
| Athleten          | Wettbewerb   | Runde 1 | Runde 1 | Halbfinale    | Halbfinale    | Finale        | Finale        | Rang          |
| Athleten          | Wettbewerb   | Zeit    | Rang    | Zeit          | Rang          | Zeit          | Rang          | Rang          |
| ----------------- | ------------ | ------- | ------- | ------------- | ------------- | ------------- | ------------- | ------------- |
| Frauen            |              |         |         |               |               |               |               |               |
| Ebony Morrison    | 100 m Hürden | 13,00 s | 6       | 12,74 s       | 6             | ausgeschieden | ausgeschieden | ausgeschieden |
| Männer            |              |         |         |               |               |               |               |               |
| Emmanuel Matadi   | 100 m        | 10,25 s | 5       | ausgeschieden | ausgeschieden | ausgeschieden | ausgeschieden | ausgeschieden |
| Emmanuel Matadi   | 200 m        | DNS     | DNS     | DNS           | DNS           | DNS           | DNS           | DNS           |
| Joseph Fahnbulleh | 200 m        | 20,46 s | 2       | 19,99 s       | 2             | 19,98 s       | 5             | 5             |